# STS-7
STS-7 (englisch Space Transportation System) ist die Missionsbezeichnung für einen Raumflug des US-amerikanischen Space Shuttles Challenger (OV-99) der NASA. Der Start erfolgte am 18. Juni 1983. Es war die siebte Space-Shuttle-Mission und der zweite Flug der Raumfähre Challenger.

## Mannschaft
- Robert Crippen (2. Raumflug), Kommandant
- Frederick Hauck (1. Raumflug), Pilot
- John Fabian (1. Raumflug), Missionsspezialist
- Sally Ride (1. Raumflug), Missionsspezialistin
- Norman Thagard (1. Raumflug), Missionsspezialist

## Missionsüberblick

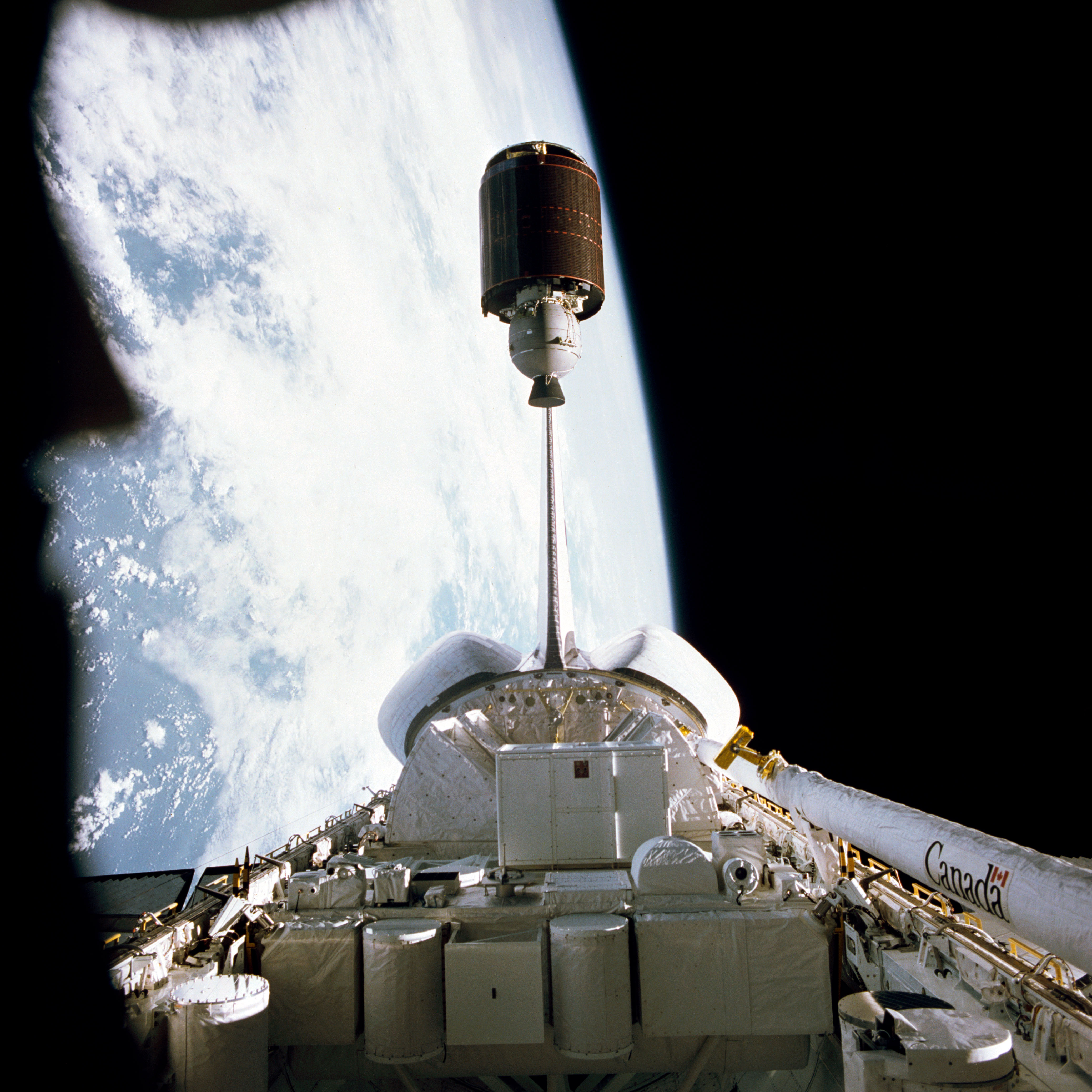
PALAPA-B1 wird ausgesetzt

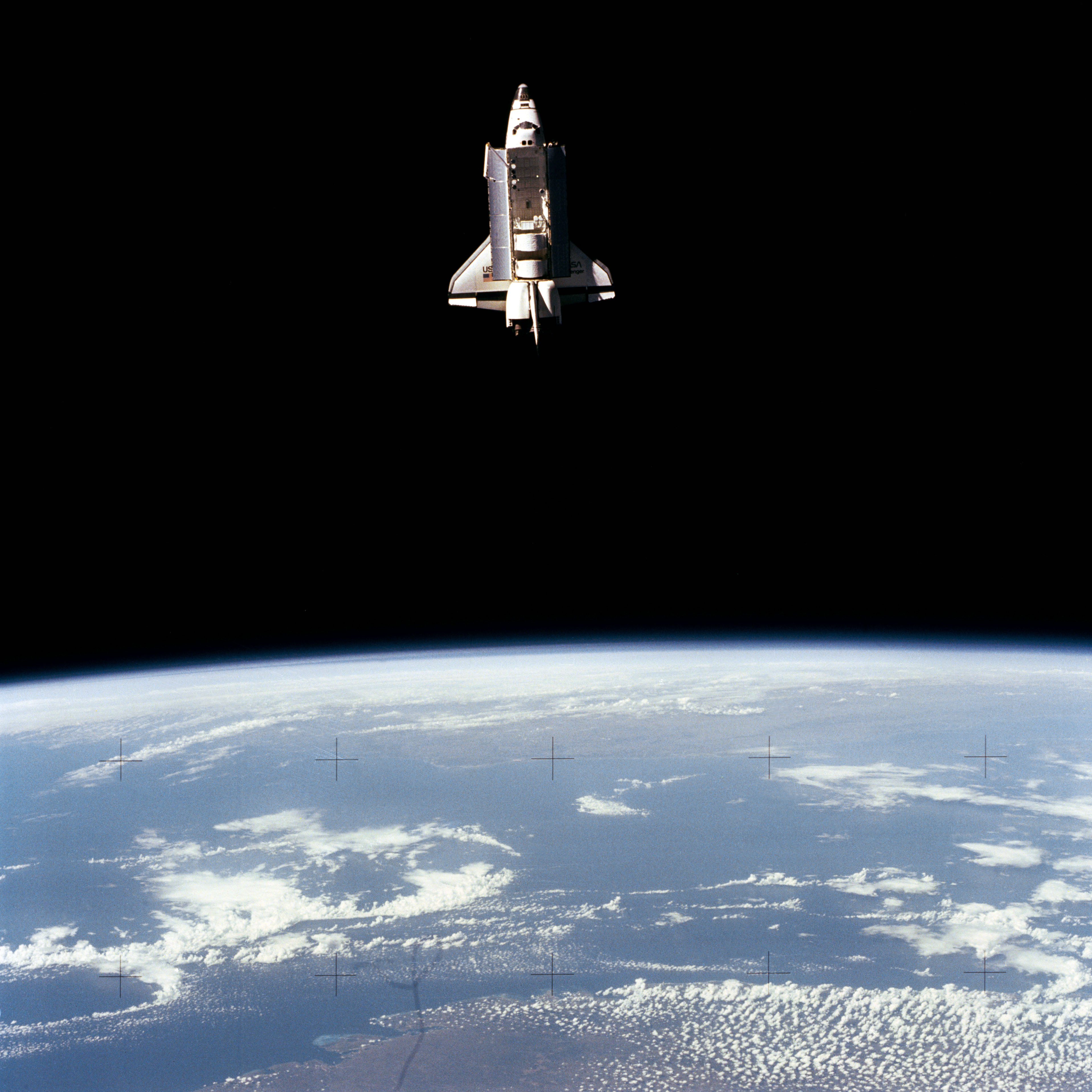
SPAS fotografiert die Challenger

Der Shuttle-Flug STS-7 startete am 18. Juni 1983 pünktlich um 11:33 UTC vom Kennedy Space Center (KSC) in Florida. Damit begann der erste Flug einer amerikanischen Frau ins Weltall. Zudem war es das erste Mal, dass fünf Personen in einem Raumschiff ins All flogen. Kommandant der Mission war Robert Crippen, der bereits auf dem ersten Shuttle-Flug als Pilot dabei gewesen war. Damit war dies der erste Shuttle-Flug, bei dem ein früherer Shuttle-Pilot zum Kommandanten aufstieg, wie es fortan zunehmend zum Regelfall wurde. (Bei den ersten sechs Shuttle-Flügen waren die Kommandanten stets ehemalige Apollo-Astronauten gewesen.) Die anderen vier Astronauten waren Neulinge, hatten also noch keine Raumflüge absolviert. Mit ihnen kamen erstmals Mitglieder der achten Astronautengruppe von Januar 1978 zu einem Raumflug. Als Pilot diente Frederick Hauck, Missionsspezialisten waren John Fabian, Sally Ride und Norman Thagard.
Die Nutzlast bestand aus den Kommunikationssatelliten Anik C-2 für die kanadische Telesat und Palapa-B1 für Indonesien. Die beiden Satelliten wurden während der ersten zwei Flugtage erfolgreich ausgesetzt. Zudem führte die Challenger den Shuttle Pallet Satellite (SPAS-l) mit, eine Experimentierplattform die von der deutschen Firma Messerschmitt-Bölkow-Blohm entwickelt wurde. Die sechs Meter lange und einen Meter breite Plattform wurde in der Nutzlastbucht in den Orbit transportiert und konnte anschließend vom Roboterarm in den freien Weltraum ausgesetzt werden. Die Plattform enthielt zehn Experimente. Unter anderem wurde das Verhalten von Metalllegierungen in der Schwerelosigkeit untersucht und es wurden Experimente mit Wärmerohren durchgeführt.
Sieben weitere Experimente wurden in sogenannten Getaway-Spezialbehältern durchgeführt, die in der Nutzlastbucht installiert waren. Dies sind spezielle Behälter, die einfache, selbständig ablaufende Experimente mit in den Raum nehmen können. So erhalten zum Beispiel Studenten eine relativ günstige Möglichkeit, selber Forschung in der Schwerelosigkeit durchzuführen. Einer der Behälter enthielt eine Ameisenkolonie, deren Sozialverhalten in Schwerelosigkeit untersucht wurde.

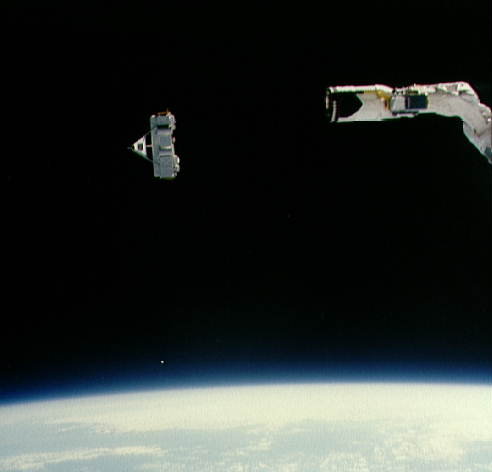
SPAS im Schwebeflug

Die Mission STS-7 hätte der erste Shuttle-Flug werden sollen, der auf der Shuttle Landing Facility am KSC hätte landen sollen, um sich den Transfer des Shuttle mit dem Shuttle Carrier Aircraft zurück nach Florida sparen zu können. Schlechtes Wetter verunmöglichte dies aber, und so landete die Challenger am 24. Juni kurz vor 14 Uhr UTC nach 97 Erdumrundungen auf der Edwards Air Force Base in Kalifornien. Fünf Tage später trat die Raumfähre dann die Reise zurück zum KSC an, wo sie für den nächsten Flug STS-8 vorbereitet wurde.

## Zwischenfälle

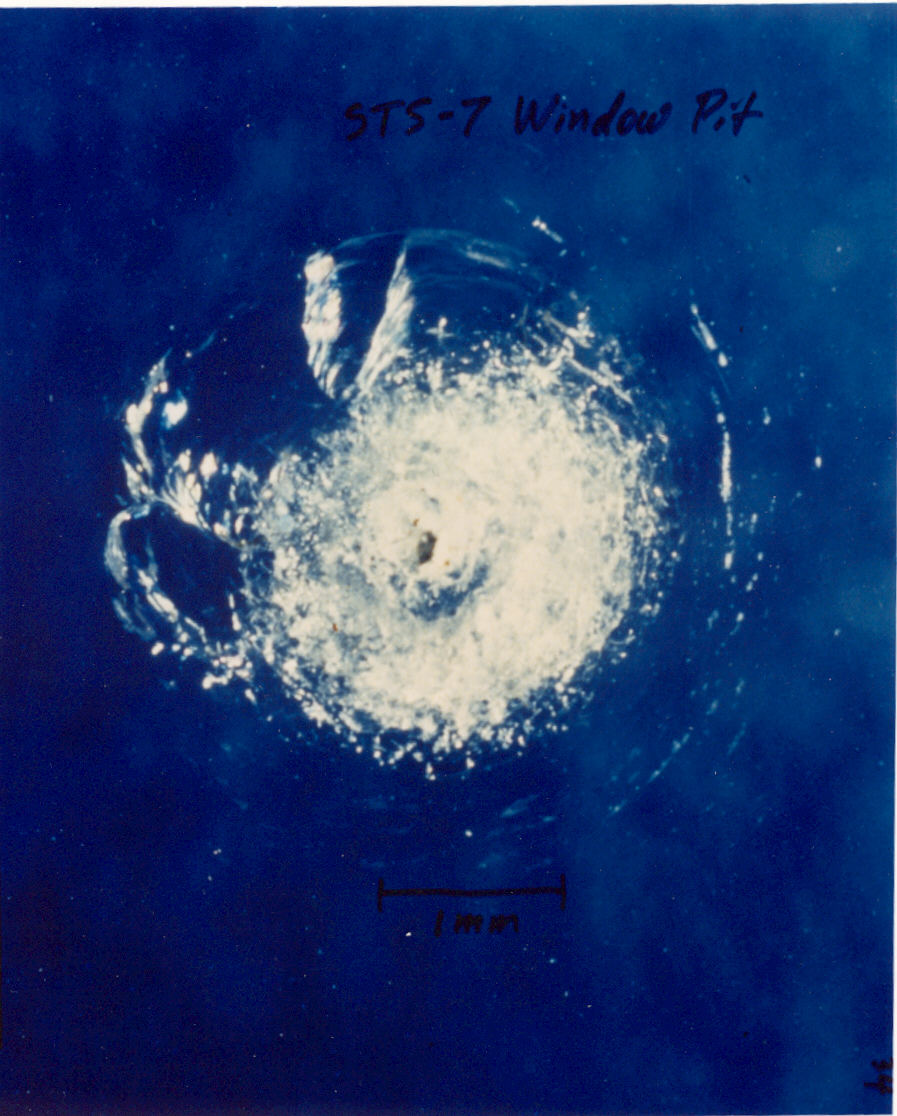
Durch Weltraumschrott beschädigtes Fenster

Im Orbit wurde das Shuttle von einem Stück Weltraumschrott getroffen, wodurch eine Fensterscheibe beschädigt wurde.